# سابرینا بارتلت
سابرینا بارتلِت (انگلیسی: Sabrina Bartlett؛ زادهٔ سپتامبر ۱۹۹۱) بازیگر اهل بریتانیا است.
از فیلم‌ها یا برنامه‌های تلویزیونی که وی در آن نقش داشته است، می‌توان به ناقوس جنگ، پولدارک، پلیدی‌های داوینچی و بازی تاج‌وتخت اشاره کرد.